# Сэмфорд, Джон
Джон Александр Сэмфорд (англ. John Alexander Samford; 1905—1968) — американский военный деятель, генерал-лейтенант, директор Агентства национальной безопасности США (1956—1960).

## Биография
Родился в Хейгермене (штат Нью-Мексико) в 1905 году. Окончил среднюю школу в 1922 году, после чего учился год в Колумбийском колледже в Нью-Йорке. В 1924 году он получил от Сената направление в Военную академию США, которую окончил в 1928 году. В 1929 году получил удостоверение пилота на военно-воздушной базе Келли-Филд (штат Техас), где с 1930 года он служил лётчиком-инструктором. В 1935—1942 годах служил на различных должностях в Панаме, штатах Виргиния, Луизиана и Флорида.
В 1943 в звании полковника Сэмфорд был назначен заместителем начальника штаба Восьмой воздушной армии, в 1944 произведен в бригадные генералы и назначен начальником штаба Восьмой воздушной армии. В январе 1947 назначен командиром 24-го авиационного соединения, которое вскоре после этого стало Авиационным Командованием Антильских островов и Карибского бассейна. В мае 1949 года Сэмфорд был назначен начальником лётного училища Air Command and Staff College в штате Алабама. В 1950 году был произведён в генерал-майоры и был назначен директором разведки ВВС США. В 1952 году участвовал в крупнейшей после Второй мировой войны пресс-конференции Пентагона, посвящённой «Вашингтонской карусели» — одному из наиболее известных случаев наблюдений НЛО с 12 по 29 июля 1952 над Вашингтоном.
В декабре 1954 посетил СССР.
В ноябре 1956 года генерал-майор Сэмфорд был назначен директором Агентства национальной безопасности и произведён в генерал-лейтенанты, он занимал этот пост вплоть до своей отставки 23 ноября 1960.
Скончался 1 декабря 1968 года.